# The Lie (film 1914 Dwan)
The Lie è un cortometraggio muto del 1914 diretto da Allan Dwan.

## Trama
Un vecchio scozzese si trova davanti alla difficile scelta di restare fedele al suo rigido codice morale oppure a infrangerlo per proteggere la figlia.

## Produzione
Il film fu prodotto dall'Universal Film Manufacturing Company con il nome Universal Gold Seal.

## Distribuzione
Distribuito dall'Universal Film Manufacturing Company, il film - un cortometraggio di una bobina - uscì nelle sale cinematografiche USA il 6 gennaio 1914.
Non si conoscono copie ancora esistenti della pellicola che viene considerata presumibilmente perduta.